# Жанажолский бор
Жанажолский бор (бор Жанажол) — лесной массив, расположенный к юго-западу от села Благовещенка, возле аула Майбалык в Жамбылском районе Северо-Казахстанской области, памятник природы республиканского значения. Является частью Жанажолской охраняемой природной территории. Жанажол представляет собой реликтовый сосновый бор в подзоне колочной лесостепи на выходах песчано-алевритовых отложений континентального олигоцена Ишим-Тобольского междуречья. Площадь бора 9 гектаров.
Доминирует сосна обыкновенная, средний возраст которой составляет 110 лет (по состоянию на 2006 год) с амплитудой в верхнем ярусе от 90 до 150 лет. Средняя высота деревьев около 20 м, средний диаметр около 30 см. Почвенный покров — серые лесные почвы облегчённого механического состава — сплошь покрыт слаборазложившейся хвоёй. Единично встречаются дерновинные злаки. Под более сомкнутым древостоем произрастают: олений мох, папоротник-орляк, купена лекарственная, грушанка круглолистная, кошачья лапка двудомная, брусника. В бор проникли мелколиственные растения — берёза и осина.
Бор Жанажол находится в нетипичной для него физико-географической зоне, поэтому нуждается в особо бережном отношении. Благоприятным фактором является удалённость от крупных населённых пунктов.